# Rote Liste (Arzneimittel)

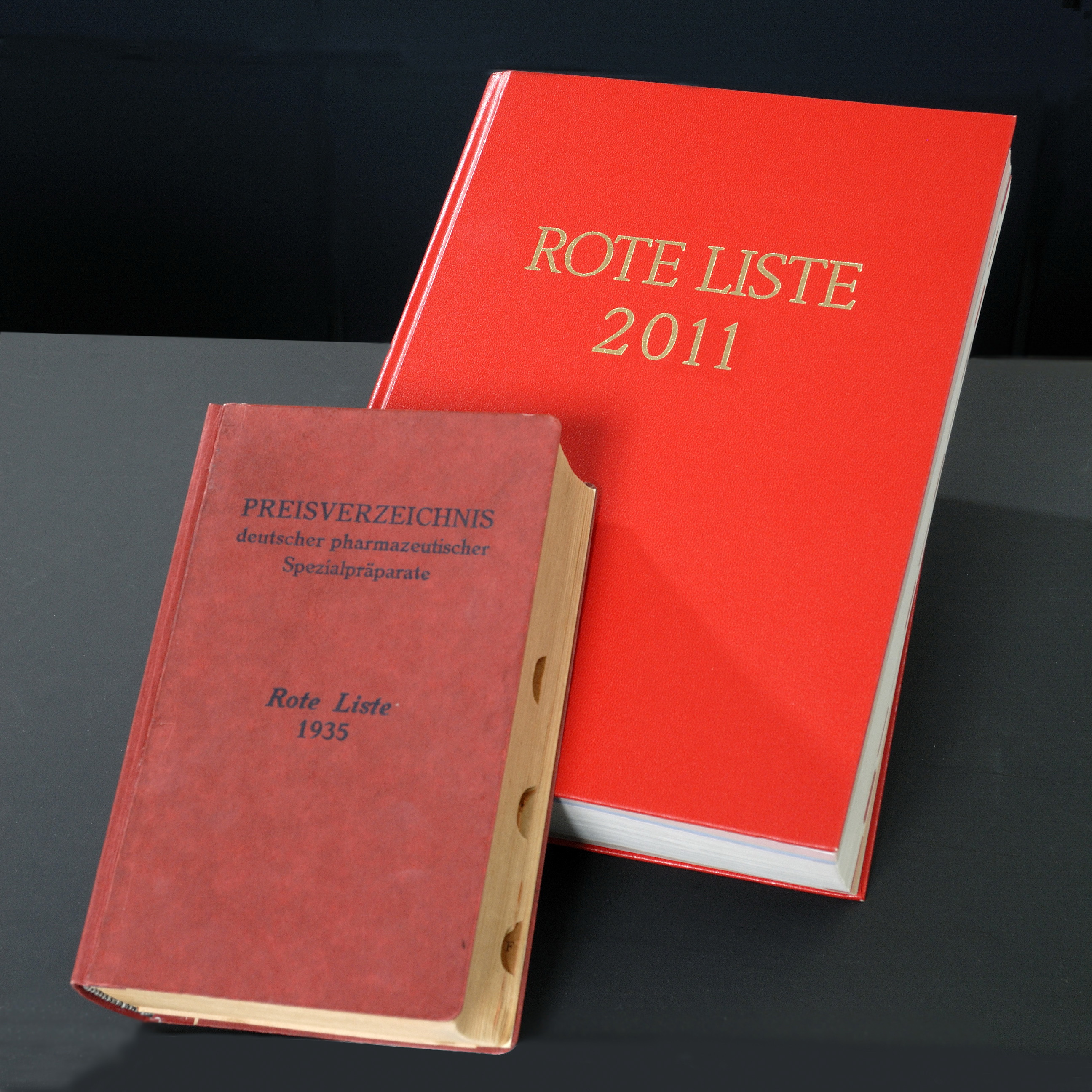
Buchausgaben 2011 und 1935

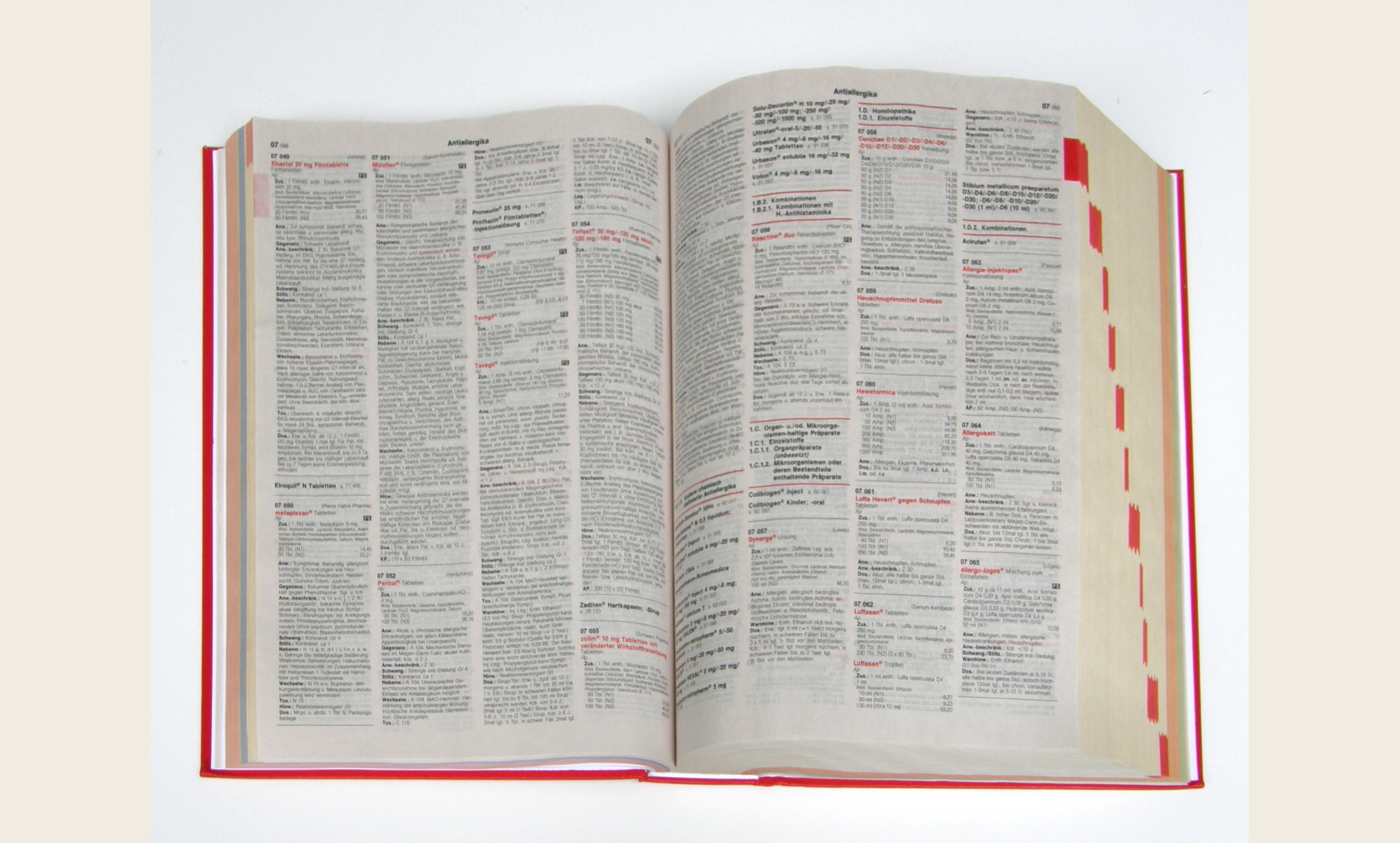
Musterseiten (2007)

Die Rote Liste ist ein Arzneimittelverzeichnis für Deutschland. Sie enthält Kurzinformationen zu in Deutschland vermarkteten Humanarzneimitteln (einschließlich EU-Zulassungen) und bestimmten Medizinprodukten, die aus Fach-, Gebrauchs- und Produktinformationen erstellt werden. Sie richtet sich an medizinisch-pharmazeutische Fachkreise (Ärzte, Apotheker, Kliniken usw.) mit dem Zweck, diese über im Handel befindliche Präparate zu informieren. 
Sie erscheint jährlich aktualisiert als Buchausgabe und halbjährlich in Form elektronischer Publikationen (seit 1990). Die Rote Liste ist das auflagenstärkste Arzneimittelverzeichnis in Deutschland (Druckauflage 2014: 275.000 Exemplare). Die erste der zweimal jährlich erscheinenden elektronischen Ausgaben ist inhaltsgleich mit der Buchausgabe. Die elektronischen Publikationen besitzen gegenüber der Printversion u. a. erweiterte Suchfunktionen. Die AMInfo DVD – ROTE LISTE / Fachinfo erscheint viermal jährlich. Neuerdings wird die Rote Liste nicht mehr kostenfrei an alle Ärzte und Apotheker versendet. Ärzte in Praxis und Klinik sowie Apotheker erhalten die Rote Liste nur noch, wenn sie diese eigeninitiativ beim Verlag bestellen.
Die Veröffentlichung von Präparaten in der Roten Liste liegt in der Verantwortung der Unternehmen und ist nicht an die Zugehörigkeit zu einem Pharmaverband gebunden. Sie erfolgt auf freiwilliger Basis, so dass der Arzneimittelmarkt in Deutschland nicht vollständig repräsentiert ist. Die Buchausgabe 2013 des Arzneimittelverzeichnisses umfasst rund 22.674 Medikamente. Diese sind in 6.080 Präparateeinträgen mit 7.448 Darreichungsformen und 23.848 Preisangaben von 447 pharmazeutischen Unternehmen sowie von Vertreibern/Herstellern bestimmter Medizinprodukte zusammengefasst.

## Geschichte
Vorbild für die Rote Liste war „Riedels Mentor“ von 1926 der Drogengroßhandlung J. D. Riedel AG in Berlin. Sie umfasste auf 1133 Seiten rund 18.000 in der Pharmazie gebräuchliche Präparate. Die Rote Liste erschien erstmals 1933 und wurde vom jeweiligen Verband der pharmazeutischen Industrie herausgegeben. Die Abstände zu jeweils neuen Ausgaben waren unterschiedlich. So dauerten die Vorarbeiten für die 1974 erschienene 14. Auflage drei Jahre, das Verzeichnis wurde grundlegend neu gestaltet, nach 95 Klassen gegliedert und enthielt rund 8200 Präparate von über 800 Herstellern. 1400 Arzneimittel waren pflanzlicher Herkunft, 290 homöopathisch. Seit 2006 ist die Rote Liste Service GmbH, vormals Tochter des Bundesverband der Pharmazeutischen Industrie (BPI) und des Verbandes Forschender Arzneimittelhersteller (vfa), seit Oktober 2021 ein Unternehmen der Bertelsmann-Gruppe, der Herausgeber.
- 1933: Buchtitel: Preisverzeichnis deutscher pharmazeutischer Spezialpräparate. Herausgegeben von der Reipha (Reichsfachschaft der Pharmazeutischen Industrie). Berlin 1933. Der Buchdeckel trägt zusätzlich die Aufschrift „Rote Liste 1933“.
- 1935: Buchtitel: Preisverzeichnis deutscher pharmazeutischer Spezialpräparate. 2. Auflage. Rote Liste 1935. Herausgegeben von der Fachgruppe Pharmazeutische Erzeugnisse der Wirtschaftsgruppe Chemische Industrie. Berlin 1935.
- 1936: Buchtitel: Preisverzeichnis deutscher pharmazeutischer Spezialpräparate. Rote Liste. Nachtrag 1936. Herausgegeben von der Fachgruppe Pharmazeutischer Erzeugnisse der Wirtschaftsgruppe Chemische Industrie, Berlin W 35, Potsdamer Straße 27. Berlin 1936.
- 1939: Buchtitel: Preisverzeichnis deutscher pharmazeutischer Spezialpräparate. 3. Auflage. Rote Liste 1939. Herausgegeben von der Fachgruppe Pharmazeutische Erzeugnisse der Wirtschaftsgruppe Chemische Industrie. Berlin 1939.
- 1949 bis 2005: Die Rote Liste erschien im Editio Cantor Verlag. Herausgeber: Arbeitsgemeinschaft Pharmazeutische Industrie, später Bundesverband der Pharmazeutischen Industrie (BPI).
- 1990: Die Rote Liste wird auch auf elektronischen Datenträgern angeboten
- 1998: Veröffentlichung im Internet.
- 2006: Verlag und Herausgeber ist jetzt die Rote Liste Service GmbH

## Inhalt
Die Rote Liste gliedert sich insbesondere in folgende Kapitel:
- Alphabetisches Verzeichnis: Die Präparatenamen werden in alphabetischer Reihenfolge aufgeführt (rosafarbene Seiten in der Buchausgabe). Hinter dem Arzneimittel steht eine fünfstellige Kennziffer. Unter dieser Nummer ist das Medikament im Hauptteil des Buches zu finden. Die ersten beiden Ziffern geben die Hauptgruppe an.
- Stichwortverzeichnis: Dieser Teil (gelbe Seiten in der Buchausgabe) enthält Verweise von Wirkstoff- und Indikationsgruppen auf die 88 Hauptgruppen des Präparateteils.
- Stoffverzeichnisse: Im Wirkstoffverzeichnis der Buchausgabe (blaue Seiten) sind unter dem jeweiligen Wirkstoff alle entsprechenden Monopräparate aufgeführt (Kombinationspräparate sind aus Platzgründen i. d. R. ausgenommen), einschließlich der fünfstelligen Kennziffer. In den elektronischen Ausgaben kann zusätzlich nach Hilfsstoffen gesucht werden.
- Präparateverzeichnis:
  - Dieser Teil ist in 88 Hauptgruppen (Indikations- und/oder Wirkstoffgruppen) unterteilt:

1. Abmagerungsmittel / Appetitzügler / Antiadiposita
2. (unbesetzt)
3. Acidosetherapeutika
4. Analeptika/Antihypoxämika
5. Analgetika/Antirheumatika
6. Antiadiposita / Appetitzügler
7. Antiallergika
8. Antianämika
9. Antiarrhythmika
10. Antibiotika
11. Antidementiva (Nootropika)
12. Antidiabetika
13. Antidota
14. Antiemetika/Antivertiginosa
15. Antiepileptika
16. Antihämorrhagika (Antifibrinolytika u.andere Hämostatika)
17. Antihypertonika
18. Antihypoglykämika
19. Antihypotonika und Mittel zur Schocktherapie
20. Antikoagulantia
21. Antimykotika
22. Antiparasitäre Mittel
23. Antiphlogistika
24. Antitussiva/Expektorantia und andere Erkältungspräparate
25. Arteriosklerosemittel
26. Balneotherapeutika und Mittel zur Wärmetherapie
27. Betarezeptoren-, Calciumkanalblocker und Hemmstoffe des Renin-Angiotensin-Aldosteron-Systems
28. Broncholytika/Antiasthmatika und andere Mittel für den Respirationstrakt
29. Cholagoga und Gallenwegstherapeutika
30. Cholinergika
31. Corticoide (Interna)
32. Dermatika
33. Desinfizientia/Antiseptika
34. (unbesetzt)
35. Diagnostika und Mittel zur Diagnosevorbereitung
36. Diuretika
37. Durchblutungsfördernde Mittel
38. (unbesetzt)
39. Entwöhnungsmittel/Mittel zur Behandlung von Suchterkrankungen
40. Enzyminhibitoren, Präparate bei Enzymmangel und Transportproteine
41. (unbesetzt)
42. Fibrinolytika
43. Geriatrika
44. Gichtmittel
45. (unbesetzt)
46. Gynäkologika
47. Hämorrhoidenmittel/Proktologika
48. Hepatika
49. Hypnotika/Sedativa
50. Hypophysen-, Hypothalamushormone, andere regulatorische Peptide, ihre Hemmstoffe und Analoga
51. Immunmodulatoren
52. Infusions- und Standardinjektionslösungen, Organperfusionslösungen
53. Kardiaka
54. Karies-, Parodontosemittel und andere Dentalpräparate
55. Koronarmittel (Antianginosa)
56. Laxantia
57. (unbesetzt)
58. Lipidsenker
59. Lokalanästhetika
60. Magen-Darm-Mittel
61. Migränemittel
62. Mineralstoffpräparate
63. Mund- und Rachentherapeutika
64. Muskelrelaxanzien und -Reversoren
65. Narkosemittel (Allgemeinanästhetika)
66. Neuropathiepräparate und andere neurotrope Mittel
67. Ophthalmika
68. Osteoporosemittel/Calcium-/Knochenstoffwechselregulatoren
69. Otologika
70. Parkinsonmittel und andere Mittel gegen extrapyramidale Störungen
71. Psychopharmaka
72. Rhinologika/Sinusitismittel
73. Roborantia/Tonika
74. Schilddrüsentherapeutika
75. Sera, Immunglobuline und Impfstoffe
76. Sexualhormone und ihre Hemmstoffe
77. Spasmolytika/Anticholinergika
78. (unbesetzt)
79. Thrombozytenaggregationshemmer
80. Tuberkulosemittel
81. Urologika und Mittel zur Behandlung der Hyperkaliämie und Hyperphosphatämie
82. Venentherapeutika
83. Virustatika
84. Vitamine
85. Wund- und Narbenbehandlungsmittel
86. Zytostatika, andere antineoplastische Mittel und Protektiva
87. Registrierte Homöopathika/Präparateserien
88. Biomaterialien/medizinische Kunststoffe/Varia

Innerhalb der Hauptgruppen erfolgt eine weitere Untergliederung in Untergruppen, die die Präparate alphabetisch sortiert enthalten.
- Signaturverzeichnis: Hier (orangefarbener Teil in der Buchausgabe) sind Informationen über Gegenanzeigen, Anwendungsbeschränkungen, Schwangerschaft, Stillzeit, Neben-, Wechselwirkungen und Intoxikationen sowie Warnhinweise und Hinweise zu bestimmten Wirkstoffen/Wirkstoffgruppen in Form sog. Signaturen zusammengefasst. Hierauf wird im Präparateteil i. d. R. verwiesen.
- Firmenverzeichnis: In diesem Kapitel (grüne Seiten in der Buchausgabe) sind unterhalb der Unternehmensadresse die entsprechenden Präparate alphabetisch aufgeführt.

## Angaben zu den einzelnen Präparaten
Zum einzelnen Präparat gibt es Angaben zu:
- Handelsname mit Darreichungsform
- Pharmazeutischer Unternehmer
- Abgabestatus (nAp falls nicht apothekenpflichtig, Ap falls apothekenpflichtig, Rp falls rezeptpflichtig, Btm falls es sich um ein Betäubungsmittel handelt)
- ATC-Code
- Zusammensetzung: Wirkstoff(e), weitere Bestandteile
- Packungsgrößen (N1, N2, N3) und Preise, sofern vorhanden (Festbetrag)
- Anwendungsgebiete (Indikationen)
- Gegenanzeigen (Bedingungen, unter denen das Arzneimittel keinesfalls angewendet werden darf)
- Anwendungsbeschränkungen (Bedingungen, unter denen das Arzneimittel nicht oder nur unter Beachtung bestimmter Vorsichtsmaßnahmen angewendet werden sollte)
- Schwangerschaft/Stillzeit
- Nebenwirkungen
- Wechselwirkungen
- Intoxikationen
- Warnhinweise
- Hinweise
- Dosierung
- Lagerungshinweis

Sofern zutreffend wird von den Präparateeinträgen auf das Signaturverzeichnis verwiesen.